# Can Gusó (Rupià)
Can Gusó és una obra de Rupià (Baix Empordà) protegida com a Bé Cultural d'Interès Local.

## Descripció
Mas de planta rectangular amb carener perpendicular a la façana i coberta a dues aigües. La volumetria de mas és de planta baixa i pis. Actualment té les façanes sense arrebossar, la pedra queda al descobert en les llindes i muntants de les obertures. Exteriorment es distingeix una important rehabilitació.
Hi ha uns coberts annexos a la planta baixa amb coberta a una vessant i una terrassa. No hi ha construccions aïllades, com en altres masies.
Aquest edifici podria ser anterior al segle xix.